# Simone Saback
Simone Saback (25 de febrero de 1956, Jacobina, Bahía, Brasil) es una compositora, intérprete, poetisa, escritora y periodista brasileña.

## Biografía
Nació en la ciudad de Jacobina, estado de Bahía, Brasil, el 25 de febrero de 1956.
Vivió algunos años en Salvador, Bahía, antes de radicarse en 1963 con su familia en la flamante nueva capital de Brasil, Brasilia. En dicha ciudad del Planalto Central brasileño vivió durante 39 años.
Siendo la mayor de siete hermanos recibió de su padre su primera guitarra cuando tenía 12 años. Gracias a su innata vena poética y musical, Simone aprendió sola a tocar la guitarra y, desde luego, a componer sus primeras canciones.
En la capital brasileña participó como periodista en los diarios "Jornal de Brasília" y "Ultima Hora". Cursó asimismo algunos años de la carrera universitaria de Derecho en la Universidad Nacional de Brasilia (UNB), pero su interés y amor por la música superó y venció a las ciencias jurídicas.
En 1983, Simone Saback se alejó de estar "en" los escenarios para pasar a estar "detrás" de ellos. Fundó junto con la periodista María Helena de Carvalho la productora cultural "Free-Lancer Comunicacoes". Por casi dos décadas las empresarias fomentaron el mercado "candango" de teatro y música (candango se les llama a quienes trabajaron en la construcción de Brasilia, y por extensión a quienes nacieron allí). También hicieron sobresalir a nuevos artistas y trabajaron con grandes nombres de la cultura ya consagrados a nivel nacional.
Simone Saback dejó Brasilia en el año 2002 para radicarse en Río de Janeiro, donde vive actualmente. Sus canciones fueron interpretadas y grabadas por un dúo brasileño no común - Frejat y Zélia Duncan - y también por Ana Carolina y Fábio Jr., además de nombres que comenzaban a perfilarse en el escenario musical brasileño, como Dillo Daraujo, Andrea Franca y Ricky Vallen.
Simone también produjo el argumento, guion, repertorio y dirección musical de espectáculos exitosos, como As Robertas - Loucas por el rey (Las Robertas - Locas por el rey), un homenaje a los cuarenta años de la Jovenguardia y a Roberto Carlos, así como las canciones y el guion original de otro musical dedicado al público infantojuvenil, O Passarinho e a Borboleta (El pajarito y la mariposa), adaptado para la Orquesta Brasileña de Zapateado por su hermano Marcelo Saback (también una persona del arte), y puesto en escena en el mismo año.
Esa asociación familiar con su hermano Marcelo no fue la primera; Simone ya había publicado junto con su hermana Deny Saback el libro de poemas Mesmo Sangue (Misma Sangre) en 1978, año en que también presentó su primer show en Brasilia en la Sala Funarte por invitación del entonces director, Alvim Barbosa.
Simone Saback en su estreno en 1978 en la Sala Funarte de Brasilia.

## Temas grabados
- Se Quiser Vai [Simone Saback] – Fábio Jr. (CD "Acústico", Sony BMG Brasil, 2002)
- Mãos Atadas [Simone Saback] - Zélia Duncan e Frejat (CD "Pré Pós Tudo Bossa Band", Universal Music, 2005)
- Mãos Atadas [Simone Saback] - Zélia Duncan (DVD "Pré Pós Tudo Bossa Band – O Show", Universal Music, 2006)
- Mãos Atadas [Simone Saback] - Zélia Duncan e Simone (CD e DVD "Amigo É Casa", Biscoito Fino, 2007)
- Vai [Simone Saback] - Ana Carolina (CD Duplo "Dois Quartos" e CD "Quarto", Sony BMG Brasil, 2006/2007)
- Me Esqueci Aí [Simone Saback] - Andrea França (CD "Sal Com Açúcar", Independente, 2007)
- Vai (Ao Vivo) [Simone Saback] - Ana Carolina (CD e DVD "Multishow Ao Vivo Ana Carolina Dois Quartos", Armazém / Sony BMG Brasil, 2008)
- Vida, Onde É Que Foi Parar? [Simone Saback | Versão: Ricky Vallen] - Ricky Vallen (CD e DVD "Ricky Vallen ao Vivo", Sony BMG Brasil, 2009)
- Duas Caras (Espelho Seu) [Dillo Daraujo & Simone Saback] - Dillo Daraujo (DVD "Música Roqueira Popular Brasileira", Independente, 2010)
- Mensagem do Tempo [Simone Saback] - Dillo Daraujo (DVD "Música Roqueira Popular Brasileira", Independente, 2010)
- Vai [Simone Saback] - Leonardo (CD "Alucinação", Universal Music, 2010)
- Deixa de Bobagem [Ronaldo Barcellos & Simone Saback] - Ronaldo Barcellos (CD "Motel das Estrelas", Independente, 2012)
- Duas Caras (Espelho Seu) [Dillo Daraujo & Simone Saback] - Angel Duarte (Independente, 2012)
- Flor do Sol [Cássia Eller & Simone Saback] - Cássia Eller (Independente, distribuição pela Universal, 2012)[3]